# Telescopio Hooker
El telescopio Hooker es un telescopio reflector de 100 pulgadas (254 cm) de abertura, instalado en la cima del Observatorio Monte Wilson.
En 1896, el astrónomo George Hale convenció a su padre, un adinerado hombre de negocios, para que financiara un espejo astronómico de 1,52 metros de diámetro. La montura debía ser financiada por la Universidad de Chicago, que tardó doce años en hacerlo. Finalmente quedó instalado este telescopio, el mayor del mundo en aquel entonces, en el observatorio del Monte Wilson, California.
Pero doce años habían sido muchos para el entusiasmo de Hale, quien ya planeaba la construcción de un telescopio mayor. Convenció al burócrata John Hooker de financiar la construcción de un espejo de 2,54 metros de diámetro y al Instituto Carnegie de Washington de aportar la montura del telescopio, que también fue instalado en Monte Wilson. Así, en 1917, se inauguró el famoso telescopio "cien pulgadas", el mayor del mundo durante treinta años.
Con el tiempo cedería este título al famoso telescopio de cinco metros del Observatorio Palomar, instalado en Monte Palomar, que lleva el nombre de George Hale, quien fuera su perseverante promotor.
Edwin Hubble en 1920, utilizando el telescopio Hooker, fue capaz de encontrar estrellas variables en la nebulosa de Andrómeda M31. Demostrando que era una galaxia, comprobó por primera vez la existencia de una galaxia aparte de la Vía Láctea. 